# Handel (Tranvía de Amberes)
La estación de Handel es una estación de la red de Tranvía de Amberes, perteneciente a la sección del premetro, operada por las líneas    y .
Se encuentra en el túnel norte de la red, bajo la Handelsstraat.

## Presentación
La estación fue inaugurada el 1 de abril de 1996. Pertenece a la segunda frase del Premetro de Amberes. Se caracteriza por ser la más pequeña de la red.
El primer nivel contiene las máquinas dispensadoras. El segundo contiene el andén hacia Elisabeth. y el tercero el andén hacia Schijnpoort.

## Intermodalidad
| Antwerpen Handel                                                                                            |                             |
| Autobuses de Amberes                                                                                        |                             |
| --- | --------------------------- |
| \| Línea \| Recorrido \| \| ----- \| --------------------------- \| \| 30 \| Waterpoort ↔ Sint-Jansplein \| |                             |
| Línea | Recorrido                   |
| 30 | Waterpoort ↔ Sint-Jansplein |